# Ayala Kerem
Ayala Kerem (en hebreo: איילה כרם‎; 22 de septiembre de 2001) es una deportista israelí que compite en escalada. Ganó una medalla de plata en el Campeonato Europeo de Escalada de 2024, en la prueba de bloques.

## Palmarés internacional
| Campeonato Europeo | Campeonato Europeo | Campeonato Europeo | Campeonato Europeo |
| Año                | Lugar              | Medalla            | Prueba             |
| ------------------ | ------------------ | ------------------ | ------------------ |
| 2024               | Villars (Suiza)    | Medalla de plata   | Bloques            |